# Psyllobora vigintiduopunctata
Psyllobora vigintiduopunctata је инсект из реда тврдокрилаца (Coleoptera) и породице бубамара (Coccinellidae).

## Распрострањење и станиште
Настањује целу Eвропу (изузев Исланда). Има је у целој Србији, мада је знатно ређа на у југозападном делу.

## Опис
Psyllobora vigintiduopunctata је мала бубамара. Код ове врсте покрилца су жута, са по једанаест црних тачкица на сваком. Пронотум може бити жуте или беле боје, са пет црних тачкица. Тело јој је дугачко 3–4,5 mm.

## Галерија
- адулт
- ларва
- Лутка